# Aspithroides minuta
Aspithroides minuta är en fjärilsart som beskrevs av Boris Ivan Balinsky 1994. Aspithroides minuta ingår i släktet Aspithroides och familjen mott. Inga underarter finns listade i Catalogue of Life.